# Petr Čuhel
Petr Čuhel (* 4. ledna 1965 Bystřice nad Pernštejnem) je český fotbalový trenér a bývalý hráč.

## Hráčská kariéra
V československé nejvyšší soutěži hrál za Zbrojovku Brno, dal 1 prvoligový gól. Během základní vojenské služby nastupoval za VTJ Tábor, po odchodu ze Zbrojovky Brno působil mj. v nižších soutěžích v Rakousku a poté v Prušánkách.
V sezoně 1982/83 se stal se Zbrojovkou Brno dorosteneckým mistrem Československa pod vedením Františka Harašty.

### Ligová bilance
| Ročník             | Zápasy | Góly | Minuty | Klub              |
| ------------------ | ------ | ---- | ------ | ----------------- |
| II. liga 1983/84   | 9      | 2    | –      | TJ Zbrojovka Brno |
| II. liga 1984/85   | 18     | 2    | –      | VTJ Tábor         |
| II. liga 1986/87   | 5      | 1    | –      | TJ Zbrojovka Brno |
| II. liga 1987/88   | 23     | 2    | –      | TJ Zbrojovka Brno |
| II. liga 1988/89   | 21     | 0    | –      | TJ Zbrojovka Brno |
| I. liga 1989/90    | 6      | 0    | 102    | TJ Zbrojovka Brno |
| I. liga 1990/91    | 22     | 1    | 1 477  | FC Zbrojovka Brno |
| II. liga 1991/92   | 10     | 0    | –      | FC Zbrojovka Brno |
| CELKEM I. ČS. LIGA | 28     | 1    | 1 579  |                   |

## Trenérská kariéra
Od úvodního jarního kola druholigového ročníku 2011/12 (uvedl se sérií 5 výher v řadě, první a jediná jarní porážka přišla ve 12. zápase) do dubna 2013 vedl jako hlavní trenér Zbrojovku Brno (14 druholigových a 22 prvoligových zápasů), poté ho nahradil Ludevít Grmela. Jako hlavní trenér trénoval od října 2013 1. FK Příbram (nahradil Františka Straku). S klubem úspěšně bojoval o setrvání v 1. české lize. 14. září 2014 byl z lavičky Příbrami po sérii porážek odvolán. V červnu 2015 se stal asistentem Dušana Uhrina mladšího ve Slavii Praha.